# Island Eddy
Island Eddy (iriska: Oileán Eide) är en ö i republiken Irland. Den ligger i grevskapet Galway och provinsen Connacht, i den centrala delen av landet. Arean är 1,1 kvadratkilometer.
Terrängen på Island Eddy är mycket platt. Öns högsta punkt är 8 meter över havet. Den sträcker sig 1,2 kilometer i nord-sydlig riktning, och 2,9 kilometer i öst-västlig riktning. På ön finns ängar och några gårdar.